# Chilemutilla gauldi
Chilemutilla gauldi  (лат.) — вид ночных ос-немок рода Chilemutilla из подсемейства Sphaeropthalminae. Эндемик Чили (провинция Курико, Hueca huecan; область Кокимбо, Samo Alto). Длина тела 5,5 мм. Голова и мезосома коричневато-оранжевые, 1-й и 7-й матасомальные сегменты желтоватые, другие сегменты метасомы, в основном, чёрные или чёрные; ноги желтоватые. Оцеллии крупные. Птеростигма в 2,5 раза длиннее своей максимальной ширины. Вид был назван в честь гименоптеролога Яна Гоулда (Ian D. Gauld, 1947—2009, BMNH, Лондон) за его значительный вклад в исследование перепончатокрылых Неотропики, и описан в 2007 году панамскими энтомологами Роберто Камброй (Roberto Cambra) и Диомедесом Куинтеро (Diomedes Quintero, Museo de Invertebrados G. B. Fairchild, Universidad de Panama, Панама).